# Distretto di Phakdi Chumphon
Il distretto di Phakdi Chumphon (in thailandese: ภักดีชุมพล) è un distretto (amphoe) della Thailandia, situato nella provincia di Chaiyaphum.